# 均輸官
均输官，是西汉汉武帝于中后期设立的官职，依据汉武帝的均输法则而设立。
汉武帝规定每年民间必须向中央进贡土特产，但是东西并不是直接送到中央，而是送到各地执行均输法则的官员手上，再由他们送往中央。这就是均输法则，官员则被称为均输官。
但是往往进贡的十分多，均输官就有责任把东西直接在当地售卖，再把钱送上中央。